# Тимошенко, Дарья Анатольевна
Да́рья Анато́льевна Тимоше́нко (род. 1 августа 1980, Москва, РСФСР) — российская фигуристка-одиночница. Чемпионка мира среди юниоров 1999 года. Позже стала выступать за Азербайджан. Три раза становилась чемпионкой Азербайджана и три раза представляла его на Чемпионате Европы и мира. Мастер спорта России международного класса.
По окончании спортивной карьеры работает в России.

## Биография
Дарья Тимошенко родилась в Москве 1 августа 1980 года. С 4-х лет занималась фигурным катанием в школе ЦСКА у разных тренеров. На международной арене дебютировала в 1997 году. В 1999 году на дебютном мировом юниорском чемпионате Дарья сразу выиграла золотую медаль. Однако на следующем чемпионате не смогла оказаться даже на подиуме. Понимая, что в российской сборной ей нет места она принимает решение выступать за Азербайджан.
За новою страну она дебютировала в 2002 году и выступала до 2005 года. Особых успехов она не добилась выступая за кавказскую республику. Далее последовало решение завершить спортивную карьеру.
По окончании спортивной карьеры она работает тренером в столице России. Окончила в Москве РГАФК.

## Спортивные достижения

### За Россию
| Соревнования                        | 1997–1998 | 1998–1999 | 1999–2000 |
| ----------------------------------- | --------- | --------- | --------- |
| Небельхорн                          |           |           | 8         |
| Турнир в Израиле                    |           |           | 1         |
| Зимние Универсиады                  |           | 3         |           |
| Чемпионат мира среди юниоров        |           | 1         | 8         |
| юниорский финал Гран-при            |           | 3         |           |
| Этапы юниорского Гран-при: Болгария | 5         | 2         |           |
| Этапы юниорского Гран-при: Франция  |           | 3         |           |
| Чемпионат России                    | 15        | 6         | 8         |

### За Азербайджан
| Соревнования                     | 2001–2002 | 2002–2003 | 2003–2004 | 2004–2005 | 2005–2006 |
| -------------------------------- | --------- | --------- | --------- | --------- | --------- |
| Чемпионаты мира                  |           | 31        | 29        | 37        |           |
| Чемпионаты Европы                |           | 12        | 12        | 8         |           |
| Этап Гран-при: Кубок Ростелекома |           |           |           | 9         |           |
| Золотой конёк Загреба            |           | 5         | 8         | 4         |           |
| Мемориал Карла Шефера            |           |           |           |           | 13        |
| Небольхорн                       |           |           | 5         |           |           |
| Мемориал Непелы                  |           |           |           | 4         |           |
| Турнир в Израиле                 |           | 2         |           |           |           |
| Чемпионат Азербайджана           | 1         | 1         |           | 1         |           |